# Мефёдовичи
Мефёдовичи (бел. Мяфёдавічы) — деревня в Кобринском районе Брестской области Белоруссии. Входит в состав Городецкого сельсовета.
По данным на 1 января 2016 года население составило 106 человек в 53 домохозяйствах.

## География
Деревня расположена на северном берегу Днепровско-Бугского канала и западном берегу Королевского канала, в 27 км к юго-востоку от города Кобрин, 4 км к югу от станции Городец и в 71 км к востоку от Бреста.
На 2012 год площадь населённого пункта составила 1,09 км² (109 га).

## История
Населённый пункт известен с XVI века как богатая деревня Нехнедовичи (Нехведевичи), с 1559 года — владение виденского капитула. В разное время население составляло:
- 1999 год: 99 хозяйств, 180 человек;
- 2005 год: 88 хозяйств, 158 человек;
- 2009 год: 125 человек;
- 2016 год[2]: 53 хозяйства, 106 человек;
- 2019 год[1]: 72 человека.